# コードバ地方空港
コードバ地方空港（コードバちほうくうこう）またはコードバ・ミューニサプル空港（コードバ・ミューニサプルくうこう、英語、Cordova Municipal Airport）とは、アメリカ合衆国・アラスカ州コードバにある空港。空港コードは、CKU。イヤク湖の湖畔に存在する。

## 説明
コードバ地方空港は、コードバの中心街から東へ約1.8kmの所に、1941年に設置された、公的な空港である。北緯60度32分38秒、西経145度43分36秒に位置する。この空港は、長さ549m、幅18mの砂利が敷き詰められただけで舗装されていない滑走路を1本持っている。この他に、この滑走路のすぐそばに存在するイヤク湖（Eyak Lake、長さ4.8kmほどの小さな湖）の水面を利用して、水上機の発着も行われている。水上機の発着場所は、イヤク湖の湖面上のうち、先述の滑走路の近くの長さ2438m、幅919mの範囲で行うことになっている。なお、2005年12月31日までの1年間に、この空港では8800回（1日平均約24回）の離着陸が行われた。そのうちの約60％が一般航空によるもので、残りの約40％がエアタクシーによるものであった。ちなみに、この空港から約20km程離れた場所にマール・K（マッドホール）スミス空港と言う別な空港が設置されているが、そちらの空港では大型機の発着が可能である反面、水上機の発着は行えない。